# Одна тиха ніч
Одна тиха ніч (англ. One Quiet Night) — американська короткометражна кінокомедія Роско Арбакла 1931 року.

## У ролях
- Волтер Кетлетт
- Дороті Ґрейнджер
- Річард Мелебі